# Coup du foulard

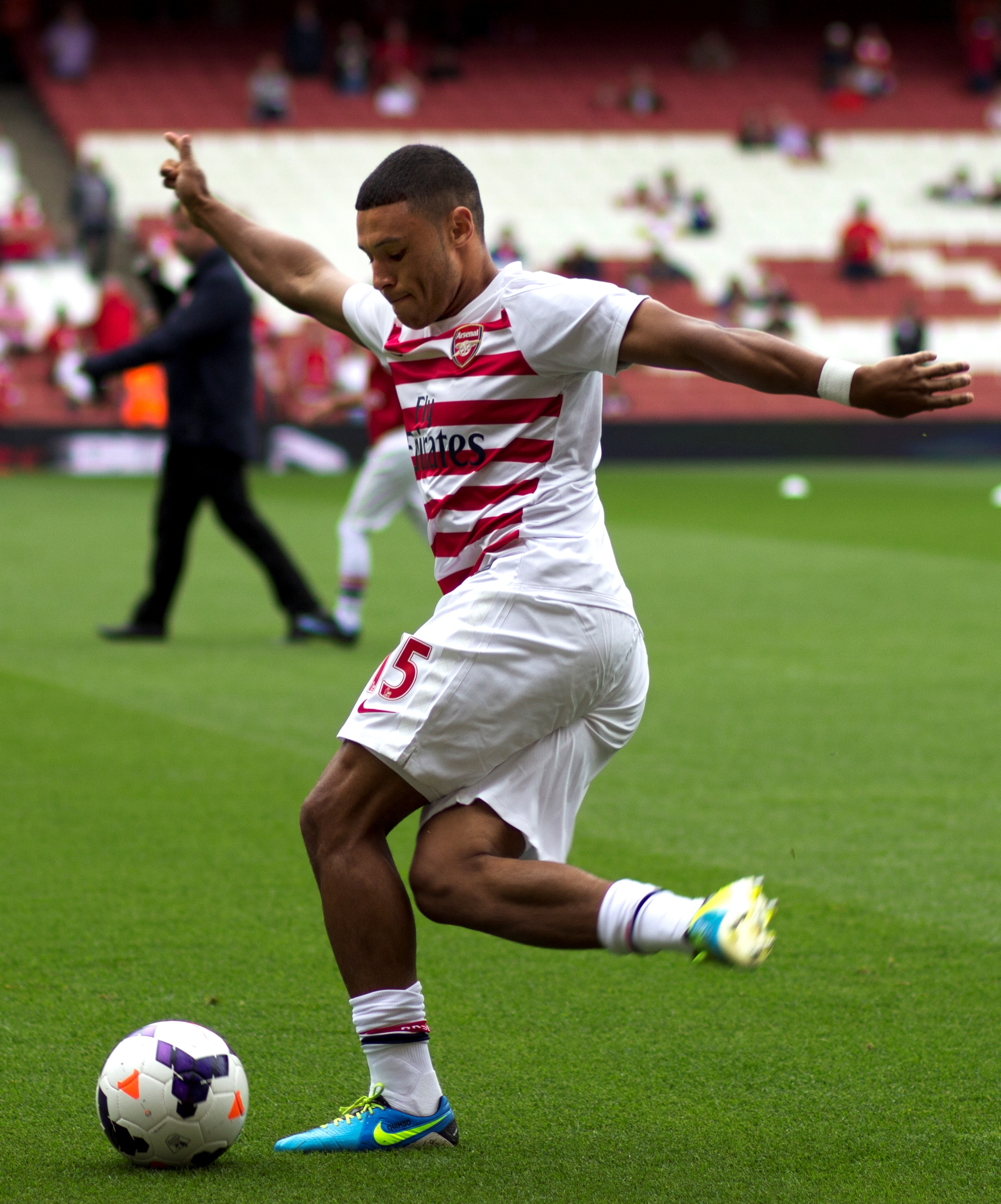
Alex Oxlade-Chamberlain exécutant un rabona lors de l'échauffement pour Arsenal en 2013

En football, le coup du foulard ou rabona est une technique de frappe de ballon où la jambe qui donne le coup de pied est croisée derrière l'arrière de l'autre jambe.
Il y a plusieurs raisons pour lesquelles un joueur peut choisir de frapper le ballon de cette manière : par exemple, un attaquant droitier avançant vers le but légèrement sur le côté gauche plutôt que d'avoir le but droit devant lui peut avoir l'impression que sa puissance de tir ou sa précision avec son pied gauche est inadéquate (plus familièrement, le joueur n'a "pas de gauche"), il effectuera donc un coup du foulard afin d'effectuer un meilleur tir. 
Un autre scénario pourrait être celui d'un ailier droitier qui envoie un centre alors qu'il joue sur le côté gauche du terrain sans avoir à se retourner au préalable. Une autre raison pour laquelle un joueur peut effectuer un coup du foulard peut être de confondre un défenseur, ou simplement de montrer ses propres capacités, car il s'agit d'une astuce habile à tous les niveaux.

## Historique
Rabona signifie en espagnol faire l'école buissonnière, sécher les cours. Le nom dérive de la première performance documentée par Ricardo Infante dans un match entre Estudiantes de la Plata et Rosario Central en 1948,. Le magazine de football El Gráfico a publié une couverture montrant Infante habillé en écolier avec la légende "El infante que se hizo la rabona" ("Le gamin qui fait l'école buissonnière"). Une autre origine supposée du nom est que Rabona est dérivé du mot espagnol rabo pour queue, et que le mouvement ressemblait au balancement de la queue d'une vache entre ou autour de ses jambes. Au Brésil, ce mouvement est également connu sous le nom de chaleira (bouilloire) ou letra (lettre).
Le premier coup du foulard filmé a été interprété par le footballeur brésilien Pelé lors du championnat de l'État de São Paulo en 1957. Giovanni "Cocò" Roccotelli est crédité d'avoir popularisé le rabona en Italie dans les années 1970 ; à l'époque, ce mouvement s'appelait simplement un "coup de pied croisé" (incrociata, en italien),,.